# Zagrebački kvartet saksofona
Zagrebački kvartet saksofona osnovan je 1989. godine.
Kvartet su osnovali Dragan Sremec, sopran saksofon, Goran Merčep, alt saksofon, Saša Nestorović, tenor saksofon i Matjaž Drevenšek, bariton saksofon. 
Gostovali su u brojnim europskim zemljama te u Kanadi i SAD-u u brojnim znamenitim dvoranama.

## Diskografija
- Hrvatska glazba za saksofone (Orfej HRT, 1992.),
- Z Quartet (Croatia Records, 1995.),
- Kaskade (Croatia Records, 2000.),
- Tsunagari (Liscio Recordings, 2002.)
- sax+ ZAGREB SAXOPHONE QUARTET & ITAMAR GOLAN (Aquarius Records & Lisinski, 2011.)

## Nagrade
- Milka Trnina (1992.)
- Judita (1995.)
- Vatroslav Lisinski (2010.)

- sedam diskografskih nagrada Porin: 
1997. za album godine (klasična glazba), za najbolju solističku ili komornu izvedbu, za najbolju snimku albuma klasične glazbe
2001. za album godine (Kaskade) i najbolju produkciju
2006. za najbolju solističku ili komornu izvedbu, odnosno izvedbu bez instrumentalne pratnje (skladba Četiri studije ustrajnosti s albuma Ruben radica)
2008. za najbolju izvedbu klasične glazbe (skladba Cantus Fractalus)

## Vanjske poveznice
- Službene stranice ansambla